# Staatsoperette (Film)
Staatsoperette ist eine österreichische Fernsehproduktion.
Die von Franz Novotny verfilmte Staatsoperette nach Otto M. Zykan thematisiert die Phase zwischen dem Ende des Ersten Weltkriegs und den Februarkämpfen 1934 in Form einer Operetten-Persiflage auf bissig-kritische, karikaturhafte Weise. Bei der Ausstrahlung am 30. November 1977 sorgte die Staatsoperette für einen Medienskandal. Bereits vor der geplanten Ausstrahlung am Staatsfeiertag wurden die gezeichneten Charaktere, beispielsweise Engelbert Dollfuß als trällernde Aufziehfigur und Ignaz Seipel als schleimiger Kriecher vor dem Duce und „mordgeiler Geistlicher“, als staatspolitisch gefährlich eingestuft.